# حظر السفر إلى الولايات المتحدة تحت إدارة ترامب
يشير حظر سفر ترمب (الذي أطلق عليه النقاد «حظر المسلمين») إلى سلسلة من الإجراءات التنفيذية التي سنها دونالد ترمب كرئيس للولايات المتحدة في عام 2017. أولًا، وضع الأمر التنفيذي 13769 قيودًا صارمة على السفر إلى الولايات المتحدة لمواطني إيران والعراق وليبيا والصومال والسودان وسوريا واليمن. في أعقاب الاحتجاجات والطعون القانونية، صدر أمر ثان، وهو الأمر التنفيذي 13780، بتعديل بعض أحكام الأمر الأول، وإزالة العراق من القائمة. أخيرًا، أضاف الإعلان الرئاسي رقم 9645 قيودًا على تشاد وكوريا الشمالية وفنزويلا، بينما أزيل الحظر على السفر من السودان.
في 31 يناير 2020، أعلنت إدارة ترمب توسيع حظر السفر إلى ست دول أخرى. أثر هذا الحظر فقط على تأشيرات معينة للمقيمين في دول إريتريا وقيرغيزستان وميانمار ونيجيريا والسودان وتنزانيا. في 20 يناير 2021، أصدر الرئيس جو بايدن إعلانًا يلغي حظر سفر ترمب.

## التعليقات خلال الحملة الرئاسية 2016
في 7 ديسمبر 2015، كمرشح للرئاسة، دعا دونالد ترمب إلى «إغلاق تام وكامل للمسلمين الذين يدخلون الولايات المتحدة حتى يتمكن ممثلو دولتنا من معرفة ما يجري بحق الجحيم». أدان العديد من منافسيه على ترشيح الحزب الجمهوري تعليقاته، بمن فيهم كريس كريستي، وجيب بوش، وماركو روبيو، وليندسي جراهام، وكذلك من قبل العديد من رؤساء الحزب الجمهوري في الدولة، والناشط في الحقوق المدنية إبراهيم هوبر من مجلس العلاقات الأمريكية الإسلامية (كير)، والمرشحون الديمقراطيون للرئيس بيرني ساندرز ومارتن أومالي.

## الإجراءات التنفيذية
- الأمر التنفيذي 13769 (27 يناير 2017) - حظر السفر الأصلي.
- الأمر التنفيذي 13780 (6 مارس 2017) - يحل حظر السفر الثاني والمعدّل محل حظر السفر الأصلي. كان هذا الحظر ساري المفعول لمدة 90 يومًا فقط.
- الإعلان الرئاسي رقم 9645 (24 سبتمبر 2017) - حظر سفر ثالث ليحل محل الثاني، والذي انتهى بعد 90 يومًا.
- الإعلان الرئاسي رقم 9723 (10 أبريل 2018) - إعلان رفع قيود السفر عن تشاد.

في الأيام التي أعقبت صدور الأمر التنفيذي الأول، اعترض السكرتير الصحفي للبيت الأبيض شون سبايسر على وصف الأمر التنفيذي بأنه "حظر سفر". ومع ذلك، أشار ترمب نفسه إلى أفعاله على أنها "حظر سفر". في أوائل مايو 2017، سأل أحد المراسلين سبايسر "إذا لم يعد البيت الأبيض يسمي هذا "حظر المسلمين"... فلماذا لا يزال موقع الرئيس على الإنترنت يدعو صراحة إلى "منع هجرة المسلمين"؟ بعد طرح السؤال، تمت إزالة النص "بيان دونالد جيه ترمب بشأن منع الهجرة الإسلامية" من موقع حملة ترمب على الإنترنت.
تم الطعن في قرارات حظر السفر الثلاثة في المحكمة. أدى هذا إلى تأخير التنفيذ وحفز التنقيحين الثاني والثالث؛ وفي نهاية المطاف، أيدت المحكمة العليا الإعلان الرئاسي رقم 9645 وحظر السفر المصاحب له.
في يناير 2020، أعلنت إدارة ترمب عن خطط لتوسيع حظر السفر.

## التأثير على الدول المحظورة
يعيش أكثر من 135 مليون شخص في البلدان المتأثرة بالحظر الأصلي (الذي تم توسيعه منذ ذلك الحين). كانت البلدان الإسلامية هي الأكثر تضرراً - شهدت إيران والصومال واليمن وليبيا وسوريا انخفاضًا بنسبة 92٪ و 86٪ و 83٪ و 80٪ و 83٪ و 77٪ في عدد تأشيرات الهجرة إلى الولايات المتحدة مقارنةً بالسنة الماضية.

### قائمة الدول الخاضعة لحظر السفر
البلدان المتضررة من حظر السفر:  
- إريتريا – +تعليق إصدار تأشيرات الهجرة الجديدة التي قد تؤدي إلى الإقامة الدائمة.
- إيران – تم تعليق إصدار تأشيرات الهجرة الجديدة وتأشيرات غير المهاجرين باستثناء تأشيرات F وM وتأشيرة J-1.[16]
- قرغيزستان – وقف إصدار تأشيرات الهجرة الجديدة التي قد تؤدي إلى الإقامة الدائمة.
- ليبيا – تم تعليق دخول المهاجرين والأفراد الحاصلين على تأشيرات B-1و B-2 وتأشيرة B-1/B-2.[17]
- ميانمار – تعليق إصدار تأشيرات الهجرة الجديدة التي قد تؤدي إلى الإقامة الدائمة.
- نيجيريا – تعليق إصدار تأشيرات الهجرة الجديدة التي قد تؤدي إلى الإقامة الدائمة.
- كوريا الشمالية – تعليق الدخول للمهاجرين أو غير المهاجرين.[17]
- الصومال – تعليق دخول المهاجرين.[17]
- السودان – وقف إصدار تأشيرات يانصيب التنوع الجديدة.
- سوريا – تعليق دخول المهاجرين وغير المهاجرين.[17]
- تنزانيا – وقف إصدار تأشيرات يانصيب التنوع الجديدة.
- فنزويلا – تعليق دخول مسؤولي الوكالات الحكومية الفنزويلية الذين يشاركون في إجراءات الفحص والتدقيق باعتبارهم غير مهاجرين حاملين لتأشيرات B-1 و B-2 و B-1 / B-2.[17]
- اليمن – تعليق دخول المهاجرين وغير المهاجرين بتأشيرات B-1 و B-2 و B-1 / B-2.[17]

## استثناءات
لدى حكومة الولايات المتحدة نظام لتقديم «الإعفاءات» كاستثناءات للأشخاص المتأثرين من البلدان التي تحتاج إلى تأشيرات. يتم منح التنازلات وفقًا لتقدير المسؤولين القنصليين الذين يراجعون الطلبات. يُمنح التنازل لأولئك الذين يواجهون الكثير من المصاعب التي لا داعي لها والتي تتطلب منهم أن يكونوا مع أحبائهم في الولايات المتحدة. على سبيل المثال، إذا كان أحد أفراد الأسرة في الولايات المتحدة يحتضر، فسيتم منح شخص من الدولة مع حظر سفر عليه تنازلًا عن مقابلة أحد أفراد أسرته مرة أخيرة. ومع ذلك، فإن الحصول على تنازل لا يضمن الدخول إلى الدولة. بعد الموافقة على الإعفاء، لا يزال يتعين على المتقدمين التقدم للحصول على تأشيرة. تم منح 2٪ فقط من الأشخاص الذين تقدموا بطلبات الإعفاء. من 33,176 متقدمًا حتى 30 أبريل 2018، تم منح 579 متقدمًا الإعفاء.

## إبطال
في 20 يناير 2021، أصدر الرئيس جو بايدن الإعلان رقم 10141 بإلغاء حظر سفر ترمب (الأمر التنفيذي 13780 والإعلانات 9645 و 9723 و 9983). 

## الاقتراع
خلال حملته الرئاسية، دعا دونالد ترمب إلى تعليق الهجرة إلى الولايات المتحدة من سبع دول «معرضة للإرهاب». في كانون الثاني (يناير) 2017، وقع أمرًا تنفيذيًا يطبق جزئيًا تلك السياسة ويخفض عدد اللاجئين الأمريكيين السنوي إلى النصف من 100,000 إلى 50,000.
| منطقة الاستطلاع  | المقطع مستطلع      | مجموعة الاقتراع                 | تاريخ                     | الدعم | يعارض | غير متأكد | حجم العينة | طريقة الاقتراع         | مصدر   |
| ---------------- | ------------------ | ------------------------------- | ------------------------- | ----- | ----- | --------- | ---------- | ---------------------- | ------ |
| الولايات المتحدة | جميع البالغين      | يوجوف (لـهافينغتون بوست)        | May 25–26, 2017           | 45%   | 43%   | 13%       | 1,000      | عبر الإنترنت           | [ 21 ] |
| الولايات المتحدة | جميع البالغين      | مؤسسة غالوب                     | مارس 9–29, 2017           | 40%   | 46%   | 14%       | 1,526      | الهاتف                 | [ 22 ] |
| الولايات المتحدة | الناخبين المسجلين  | جامعة كوينيبياك                 | مارس 16–21, 2017          | 42%   | 52%   | 6%        | 1,056      | الهاتف                 | [ 23 ] |
| كاليفورنيا       | جميع البالغين      | معهد السياسة العامة بكاليفورنيا | مارس 6–14, 2017           | 37%   | 58%   | 5%        | 1,487      | الهاتف                 | [ 24 ] |
| الولايات المتحدة | جميع البالغين      | مركز بيو للأبحاث                | فبراير 28 – مارس 12، 2017 | 47%   | 52%   | 1%        | 3,844      | الهاتف وعبر الإنترنت   | [ 25 ] |
| الولايات المتحدة | الناخبين المسجلين  | جامعة كوينيبياك                 | مارس 2–6، 2017            | 42%   | 51%   | 7%        | 1,323      | الهاتف                 | [ 26 ] |
| الولايات المتحدة | الناخبين المسجلين  | استشارة الصباح/بوليتيكو         | February 2–4, 2017        | 55%   | 38%   | 7%        | 2,070      | المقابلات عبر الإنترنت | [ 27 ] |
| الولايات المتحدة | جميع البالغين      | سي بي اس نيوز                   | فبراير 1–2, 2017          | 45%   | 51%   | 4%        | 1,019      | الهاتف                 | [ 28 ] |
| الولايات المتحدة | جميع البالغين      | "Investor's Business Daily"     | يناير 27 – فبراير 2، 2017 | 51%   | 48%   | 1%        | 885        | الهاتف                 | [ 29 ] |
| الولايات المتحدة | الناخبين المسجلين  | إبسوس (لـرويترز)                | يناير 30–31، 2017         | 49%   | 41%   | 10%       | 1,201      | عبر الإنترنت           | [ 30 ] |
| الولايات المتحدة | الناخبون المحتملون | تقارير راسموسن                  | يناير 25–26، 2017         | 57%   | 32%   | 11%       | 1,000      | الهاتف وعبر الإنترنت   | [ 31 ] |
| يوتا             | الناخبين المسجلين  | جامعة يوتا                      | يناير9–16، 2017           | 40%   | 55%   | 5%        | 605        | N/A                    | [ 32 ] |
| الولايات المتحدة | جميع البالغين      | جامعة كوينيبياك                 | يناير 5–9، 2017           | 48%   | 42%   | 10%       | 899        | الهاتف                 | [ 19 ] |

  دعم الأغلبية   دعم الأغلبية النسبية   معارضة الأغلبية   معارضة الأغلبية النسبية
  دعم الأغلبية
```
 
 
دعم الأغلبية النسبية

 
 
معارضة الأغلبية

 
 
معارضة الأغلبية النسبية
```